# Daniel Bertschinger
Daniel Bertschinger (* 15. März 1761 in Lenzburg; † 8. September 1830 ebenda) war ein Schweizer Notar, Richter und Politiker. Von 1815 bis 1830 gehörte er dem Kleinen Rat an, der Regierung des Kantons Aargau.

## Biografie
Bertschinger entstammte einer angesehenen Lenzburger Familie und war der Sohn eines Metzgers. Über seine Jugendjahre und seine Ausbildung ist nichts bekannt. In den 1790er Jahren, als Lenzburg noch zum Berner Aargau, einem Untertanengebiet der Stadt und Republik Bern gehörte, war er als Notar tätig. Unter dem Eindruck des Franzoseneinfalls versuchte Bern im Februar 1798 den Grossen Rat zu reformieren, indem Vertreter der Untertanen aufgenommen werden sollten. Bertschinger war einer von zwei gewählten Abgeordneten aus Lenzburg. Doch nur einen Monat später brach die alte politische Ordnung zusammen und es entstand die Helvetische Republik. Nach der Gründung des Kantons Aargau im selben Jahr wurde er ins Distriktsgericht von Lenzburg gewählt.
Bertschinger wurde Anführer der patriotischen Partei in Lenzburg und gehörte zu den Unterstützern der neuen republikanischen Staatsordnung. Als Anhänger der Unitarier befürwortete er einen zentralistischen helvetischen Einheitsstaat nach französischem Vorbild. Eine Rückkehr zu den früheren Verhältnissen lehnte er kategorisch ab, da dies seiner Meinung nach einen Bürgerkrieg heraufbeschwören würde. Entschlossen trat er für die Eigenständigkeit des Kantons Aargaus gegenüber den früheren Herrschern aus Bern ein. 1801 vertrat Bertschinger den Kanton Aargau an der Tagsatzung. Kurz vor dem Stecklikrieg im Herbst 1802 ernannte ihn Regierungsstatthalter Johann Heinrich Rothpletz zum Mitglied der Lenzburger Munizipalität. Dieses Amt trat er jedoch erst nach dem Ende des Aufstands an.
Nach der Einführung der neuen Mediationsverfassung von 1803 folgte die Wahl Bertschingers in den Grossen Rat des Kantons Aargau. Obwohl nun die konservativen Kräfte in der Mehrheit waren, wählte ihn der Grosse Rat aufgrund seiner fachlichen Qualitäten zum Appellationsrichter. Darüber hinaus war er Mitglied der Rechnungsprüfungskommission. 1815 gelangten wieder die Liberalen an die Macht. Der Grosse Rat wählte Bertschinger daraufhin in den Kleinen Rat, die mit grosser Machtfülle ausgestattete Kantonsregierung. Bis zu seinem Tod gehörte er sowohl der Exekutive als auch der Legislative an.